# Landtagswahl in Niedersachsen 1947
- KPD: 8
- SPD: 65
- FDP: 13
- DZP: 6
- CDU: 30
- DP: 27

Die erste Wahl zum Niedersächsischen Landtag fand am 20. April 1947 statt.

## Ausgangssituation
Nach dem Ende des Zweiten Weltkriegs gründete die britische Militärregierung am 1. November 1946 aus den ehemals selbstständigen Ländern Braunschweig, Hannover, Oldenburg und Schaumburg-Lippe das heutige Bundesland Niedersachsen mit Hannover als Landeshauptstadt. In den vier Vorgängerländern waren ernannte Landtage eingerichtet worden, die die Regierung kontrollieren sollten. Aufgrund der Neubildung des Landes erfolgte die erste freie Landtagswahl später als in den anderen Ländern. Vorläufig war der durch die Militärregierung ernannte Landtag, der am 9. Dezember 1946 erstmals zusammentrat, die Legislative.
Der späte Wahltermin und die Zusammenstellung des Landes aus unterschiedlichsten Vorgängerstaaten führte zu einem spezifischen Parteiensystem. Während der Rest des Landes überwiegend evangelisch war, sind das Emsland und das Oldenbürger Münsterland katholisch geprägt. Hier entwickelte die Zentrumspartei ihren Schwerpunkt. Umgekehrt wirkten in den protestantischen Gegenden um Hannover und Braunschweig die Traditionen der Deutsch-Hannoverschen Partei nach, die als Niedersächsische Landespartei (NLP) neu gegründet wurde und als Deutsche Partei bei dieser Wahl den größten Erfolg ihrer Geschichte feiern konnte. Beide Parteien schmälerten das Ergebnis der überkonfessionellen neuen Partei CDU, die dadurch in Niedersachsen ein im Ländervergleich außerordentlich schlechtes Ergebnis erzielte.

## Ergebnis
Die Wahlbeteiligung lag bei 65,1 %.
| Partei                                                         | Stimmen   | Anteil  | Mandate |
| -------------------------------------------------------------- | --------- | ------- | ------- |
| Sozialdemokratische Partei Deutschlands (SPD)                  | 1.066.380 | 43,4 %  | 65      |
| Christlich Demokratische Union Deutschlands (CDU)              | 489.322   | 19,9 %  | 30      |
| Deutsche Partei (DP)                                           | 440.467   | 17,9 %  | 27      |
| Freie Demokratische Partei (FDP)                               | 215.805   | 8,8 %   | 13      |
| Kommunistische Partei Deutschlands (KPD)                       | 138.977   | 5,7 %   | 8       |
| Deutsche Zentrumspartei (DZP)                                  | 101.283   | 4,1 %   | 6       |
| Deutsche Konservative Partei – Deutsche Rechtspartei (DKP-DRP) | 7.245     | 0,3 %   | 0       |
| Gesamt                                                         | 2.459.479 | 100,0 % | 149     |

## Folgen
Der von der Militärregierung eingesetzte Ministerpräsident Hinrich Wilhelm Kopf (SPD) wurde durch eine Allparteienregierung aus SPD, CDU, FDP, KPD und Zentrum im Amt bestätigt. 1948 schieden die FDP, die DP und die KPD aus der Regierung aus, 1950 die CDU. Der Wahlsieg leitete eine achtjährige Regierungszeit der SPD ein: 1955 wurde erstmals eine bürgerliche Regierung gebildet.